# NGC 6123
NGC 6123 ist eine 13,7 mag helle linsenförmige Galaxie vom Hubble-Typ S0/a im Sternbild Drache am Nordsternhimmel. Sie ist schätzungsweise 186 Millionen Lichtjahre von der Milchstraße entfernt und hat einen Durchmesser von etwa 40.000 Lichtjahren.
Im selben Himmelsareal befindet sich u. a. die Galaxie IC 1210.
Das Objekt wurde im Jahr 1885 von Lewis A. Swift entdeckt.